# Ellenweiler (Friedrichshafen)
Ellenweiler ist ein Wohnplatz der Ortschaft Ettenkirch in Friedrichshafen im Bodenseekreis in Baden-Württemberg.

## Geographie
Ellenweiler liegt auf etwa 472 m ü. NHN in offener Landschaft neben der Taldorfer Straße (K 7729), einen guten halben Kilometer bevor diese bei Rosengarten die nördliche Stadt- und Landkreisgrenze zur Stadt Ravensburg und dem Landkreis Ravensburg erreicht. Am Ostrand des Ortes fließt in einem kahlen Graben von Rosengarten her der längere rechte Arm des Mühlbachs (oder Mühlbächles) heran, der dann weiter nach Bettenweiler im Süden läuft. Gut 300 Meter östlich des Ortes liegt ein Wäldchen von etwa einem Achtel Quadratkilometer Größe, vor dem Ried und Appenweiler; noch vor seinem Westrand entsteht der andere Arm des Mühlbachs; beide Arme vereinen sich unterhalb des Appenweiler Weihers und fließen von dort Richtung Schussen.
Ellenweiler besteht aus zwei Wohnhäusern, zwei Bauernhöfen und einem Wohnhaus mit einer Werkstatt und hatte im April 2009 acht Einwohner.